# Phil Roman
Philip Phil Roman (* 21. Dezember 1930 in Fresno, Kalifornien, Vereinigte Staaten) ist ein US-amerikanischer Animator mexikanischer Abstammung. Er ist der Gründer der Animationsstudios Film Roman und Phil Roman Entertainment.

## Leben und Werk
In der Frühzeit seiner Karriere war Roman Animator für Chuck Jones’ unabhängige Studios,  Sib Turm 12 Productions und später Chuck Jones Productions. Er war einer der führenden Zeichner für die Fernsehproduktion Wie der Grinch Weihnachten gestohlen hat von 1966, und auch als Audiokommentator zusammen mit June Foray auf der DVD-Veröffentlichung des Films vorgesehen.
Das von ihm gegründete Animationsstudio Film Roman, ist am bestens bekannt durch die Produktionen The Simpsons und King of the Hill für 20th Century Fox und MTV sowie die animierten Fernsehspecials von Garfield und Die Peanuts.
Roman führte Regie bei dem Zeichentrickfilm Tom & Jerry – Der Film aus dem Jahr 1992. Er war ebenfalls Regisseur einiger Die Peanuts-Specials sowie Regisseur bzw. Ko-Regisseur von zwölf der dreizehn Prime-Time-TV-Specials Garfield zwischen 1982 und 1991. Roman war Produzent von Garfield Gets a Life von 1991.
Phil Roman verkaufte im Jahr 1999 die Firma Film Roman und schuf ein neues Studio mit Namen Phil Roman Entertainment. Das Unternehmen produzierte das Animationsspecial Grandma Got Run Over by a Reindeer aus dem Jahr 2000.

## Filmografie (Auswahl)
- 1969: Die gestohlenen Weihnachtsgeschenke (How the Grinch Stole Christmas!)
- 1974: Es ist doch der Osterbeagle (It’s the Easter Beagle, Charlie Brown)
- 1977: Lauf um Dein Leben, Charlie Brown!
- 1982: Garfield im Tierasyl (Here comes Garfield, Kurzfilm)
- 1990–1998: Bobby’s World (Fernsehserie)
- 2000–2003: Clifford the Big Red Dog (Fernsehreihe)